# Charles Spindler
Charles Spindler   (Bœrsch, 11 de març de 1865 - Bœrsch, 3 de març de 1938) va ser un pintor, incrustador de marqueteria, escriptor i fotògraf alsacià. També va ser partidari del regionalisme alsacià i va fundar diverses institucions per a la promoció de la cultura alsacià.

## Biografia i obra

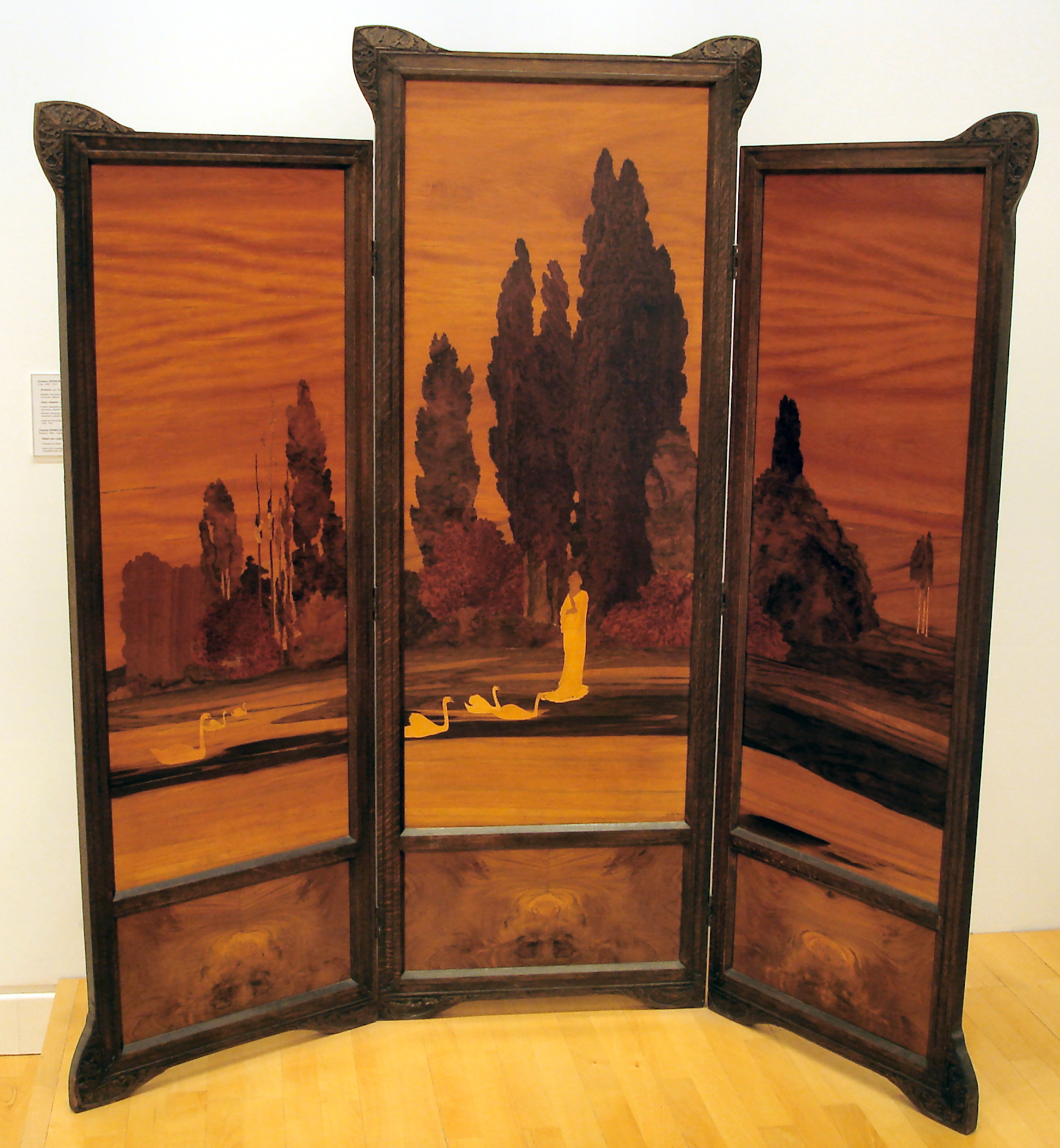
Lady With Swans (pantalla de marquesina, al Musée d'Art Moderne et Contemporain d'Estrasburg)

El seu pare era notari. Als dotze anys, es va inscriure a classes de dibuix i va rebre l'encoratjament del seu oncle Louis-Pierre Spindler per fer de l'art una carrera, un pintor. Una beca que va rebre el 1882 li va permetre estudiar a Düsseldorf, Múnic i Berlín. Mentre estava a Múnic, va conèixer Martin von Feuerstein, un pintor d'art sacre, que el va presentar als germans Ott (fabricants de vidre) el 1887. Després d'executar diversos projectes per a ells a Estrasburg i completar el seu servei militar, va tornar a Bœrsch, però va trobar poca feina. Per casualitat, es va fer amistat amb Anselme Laugel, un polític i escriptor que pintava en el seu temps lliure i es va convertir en un gran defensor dels esforços de Spindler.
El 1893, Spindler i el seu amic Joseph Sattler van iniciar Les Images Alsaciennes, una revista que van publicar fins al 1896. Això va permetre a Spindler establir un taller a Saint-Léonard (un districte de Bœrsch) el 1897. Després va venir la Revue Alsacienne Illustrée, publicada de 1898 a 1914. Ambdues revistes van influir en la promoció de la cultura alsaciana. També el 1893, va descobrir la marqueteria i es va esforçar per aplicar-la com a tècnica de pintura, més que com a ornamentació decorativa.
Va treballar amb la mateixa facilitat en molts mitjans; cartells i llibres, vidre, caixes i safates, panells de fusta i, sobretot, mobles incrustats per a la decoració d'interiors. També va treballar en col·laboració amb altres, com Léon Elchinger (terrissa) i Jean-Désiré Ringel d'Illzach (escultura).

## Llibres

### Com a autor/il·lustrador/fotògraf
- L'âge d'or d'un artiste en Alsace: mémoires inédits, 1889-1914, Éditions Place Stanislas (2009)ISBN 978-2-355-78034-9

### Com a autor
- Une Alsace 1900, Edicions Place StanislasISBN 2-355-78078-1 (publicat originalment el 1920)

- Ceux d'Alsace, Edicions Place StanislasISBN 2-355-78055-2 (publicat originalment el 1925)

- L'Alsace pendant la guerre 1914-1918, Estrasburg, Treuttel i Würtz (1925)

### Com a il·lustrador
- Les Oberlé, de René Bazin. Traduït com Els fills d'Alsàcia, de Brentano (1915)

- Costumes et Coutumes d'Alsace, d'Anselm Laugel. Colmar Press (1975)